# Монтезе
Монтезе (італ. Montese) — муніципалітет в Італії, у регіоні Емілія-Романья,  провінція Модена.
Монтезе розташоване на відстані близько 300 км на північний захід від Рима, 45 км на південний захід від Болоньї, 45 км на південь від Модени.

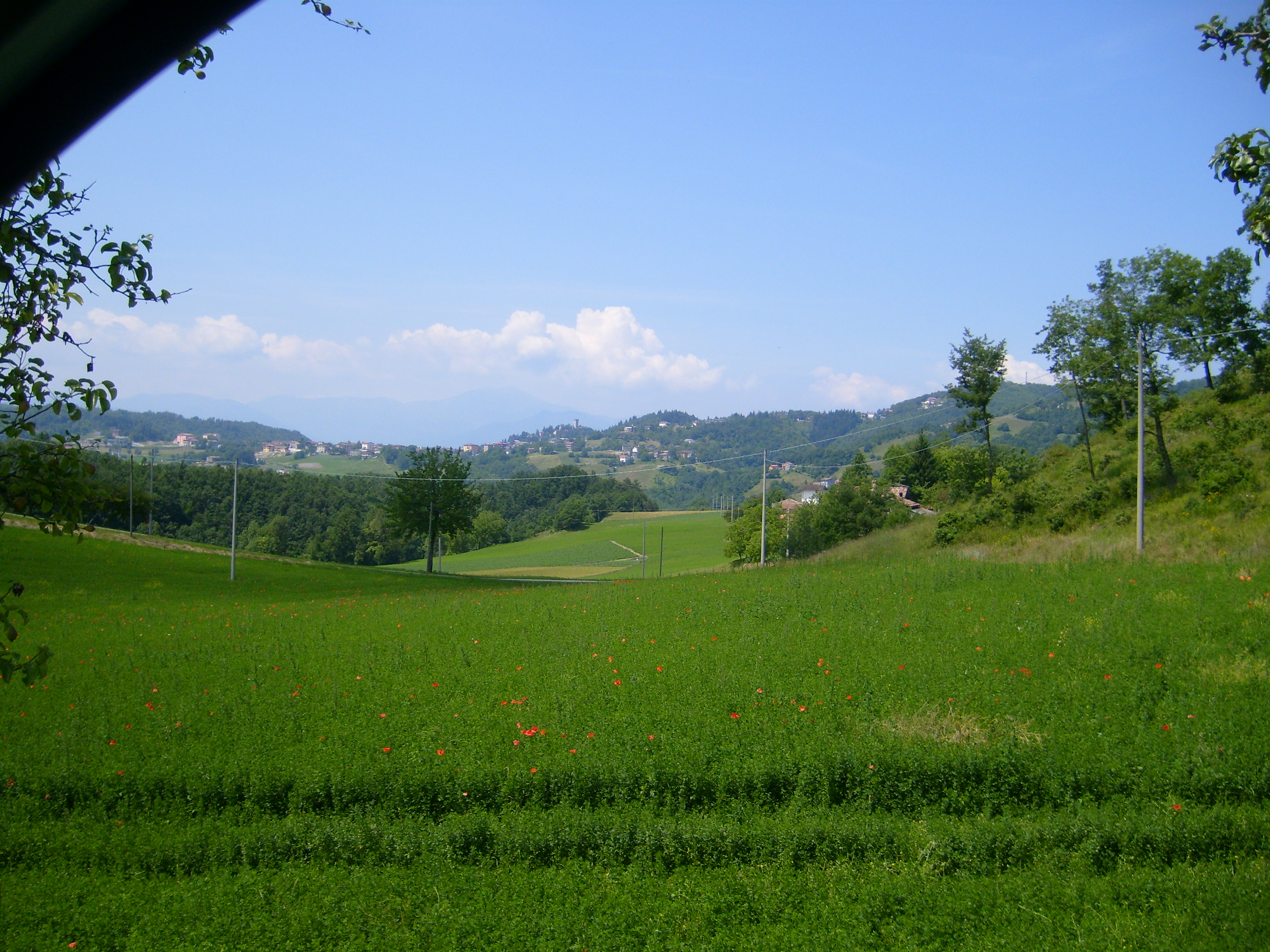

Населення — 3361 особа (2014).
Покровитель — святий мученик Лаврентій.

## Демографія
Населення за роками:

Станом на 1 січня 2023 року в муніципалітеті офіційно проживало 439 іноземців з 44 країн, серед них 117 громадян країн Євросоюзу та 46 громадян України.

## Сусідні муніципалітети
- Кастель-д'Аяно
- Фанано
- Гаджо-Монтано
- Ліццано-ін-Бельведере
- Павулло-нель-Фриньяно
- Сестола
- Цокка